# Сейсморазведка в Азербайджане

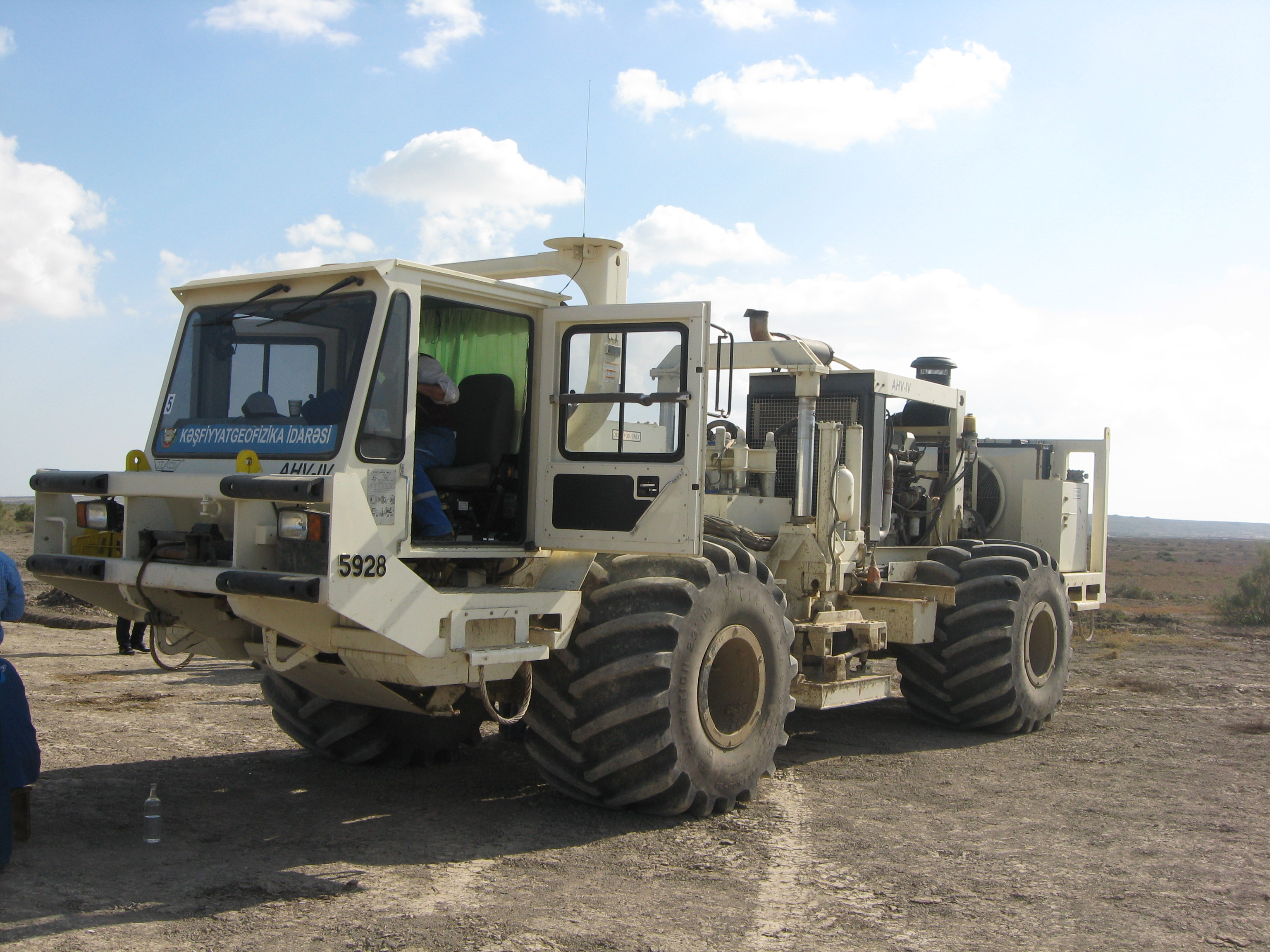
Машина «Вибросейс» AHV-IV для вызывания сейсмических колебаний в посёлке Галмаз, Апшеронский район.

Сейсморазведка в Азербайджане — геофизический метод изучения геологических объектов в Азербайджане с помощью сейсмических волн. В военные годы сейсморазведочные работы в Азербайджане, которые выполнялись организациями нефтяной промышленности, возглавлял академик Григорий Александрович Гамбурцев. Сейсмо-геологические условия в Азербайджане отличаются большой неоднородностью.

## Сейсморазведка на Апшеронском полуострове
Значительная часть Апшеронского полуострова благоприятна для сейсморазведки. Здесь записаны и прослежены волны, отражённые от многочисленных горизонтов, расположенных на глубинах от 0,5 до 6 км, а иногда и более. Структурные карты по сейсмическим горизонтам построены после интерпретации записей отражённых волн. Наличием известняков, развитых в некоторых местах у земной поверхности, затрудняет запись отражённых волн на Апшеронском полуострове. Однако, весь полуостров был изучен сейсмическим методом. Сейсморазведка на Апшеронском полуострове кроме поисков и разведки антиклинальных складок позволили выявить места вероятного выклинивания слоев, которые покрывают отложения понтического яруса.

## Сейсморазведка в Гянджинском нефтеносном районе
В Гянджинском нефтеносном районе поиски структур и их разведку проводят методом отражённых волн. Исключение составляет предгорная часть этого района. Здесь, близ земной поверхности, хорошо развиты галечники, весьма затрудняющие запись отраженных волн. В результате интерпретации записей сейсмических волн, которые получены в равнинной части Гянджинского района, были построены структурные карты по сейсмическим горизонтам.

## Сейсморазведка в Прикуринском нефтеносном районе
В Прикуринской низменности интерпретация сейсмических записей также завершается построением структурных карт по сейсмическим горизонтам. Прикаспийский нефтеносный район Азербайджана мало изучен сейсморазведкой. По имеющимся данным в этом районе условия для сейсморазведки неблагоприятны. Исключение составляет низменная Приморская часть, где получены хорошие записи отражённых волн.

## Морская сейсморазведка
Особое место в Азербайджане занимает морская сейсморазведка. Разработка метода сейсморазведки на море является одним из выдающихся достижений нефтяной геофизики. Большую роль в этом деле сыграли инж. В. А. Дмитриев, С. А. Рапопорт, В. Н. Руднев, Н. И. Шапировский, С. Д. Шушаков и другие. За несколько лет сейсмическим методом изучена большая площадь прибрежной полосы моря. По полноте данных результаты морской сейсморазведки не уступают результатам, получаемым на суше.

## Ссылка
А. Н. Федоренко. Сейсмическая разведка в нефтяной промышленности